# Pódium Írók Kabaréja
A Pódium Írók Kabaréja Békeffi László és Komjáti Károly nyíltan politizáló kabaréja volt 1936 és 1942 között. (Az 1945 és 1949 között működött Pódium Kabaré neve utalás erre a társulatra.)

## Története
Békeffi László és Komjáti Károly 1936. október 24-én nyitották meg ezen a néven új kabaréjukat a Budapest V. Mérleg u. 2. sz. alatti Gresham palotában. A kabaré több műsorát Kőváry Gyula rendezte. Nagy népszerűségét elsősorban Békeffi László német- és nyilasellenes konferanszainak köszönhette. Békeffi bátor humoráért és kiállásáért 1941-ben eltiltást is kapott. Ezt követően 1942 májusáig még három műsorral jelentkeztek.
Nyitó műsoruknak nem volt főcíme. Ezt követték a Júniusi esték (1937); Tavaszi műsor, Elő az okmányokkal (1938); Évadnyitó műsor – Elő az okmányokkal (1939); A 30 éves kabaré Nagy Endrétől Békeffiig – Valahol Pesten – Az érem két oldala – Tekintettel arra (1940); A meztelen igazság – Hol volt... hol nem volt... (1941); Nincs új a nap alatt – Új tavaszi műsor – Kacagó esték (1942).
1945 után Békeffi László fia, Gábor, Pódium Kabaré néven nyitotta meg kabaréját a Nagymező utca 11. szám alatt, és azt 1947-ig vezette.

## Színpadán felléptek
- Andai Béla
- Balázs János
- Boross Géza
- Feleki Kamill
- Götz Erzsi
- Harczos Irén
- Herczeg Jenő
- Keleti László
- Keresztessy Mária
- Kiss Manyi
- Komlós Vilmos
- Kondor Ibolya
- Kőváry György
- Mihályi Ernő
- Neményi Lili
- Rácz Vali
- Simon Marcsa
- Szenes Ernő
- Vágóné Berzsenyi Margit
- Romváry Gertrúd